# Осипов, Афанасий Дмитриевич
Афанасий Дмитриевич Осипов (1929, Днепропетровская область, Украинская ССР) — мастер Макеевского металлургического завода имени С. М. Кирова Министерства чёрной металлургии Украинской ССР, Донецкая область. Герой Социалистического Труда (1976).

## Биография
Родился в 1929 году в одном из населённых пунктов современной Днепропетровской области. Окончил Макеевский металлургический техникум, после которого трудился на Магнитогорском металлургическом комбинате, затем — в цехе № 2 Макеевского металлургического комбината. Ежегодно показывал высокие трудовые результаты на производстве катанки на проволочном стане. За выдающиеся трудовые достижения по итогам работы в годы Семилетки (1959—1965) награждён Орденом Ленина.
В последующем возглавил отстающую смену, которая вскоре под его руководством вышла в число передовых коллективов комбината и по итогам Девятой пятилетки (1971—1975) вошла в число победителей социалистического соревнования. Указом Президиума Верховного Совета СССР от 5 марта 1976 года удостоен звания Героя Социалистического Труда за «выдающиеся производственные успехи, достигнутые в выполнении заданий девятой пятилетки» с вручением ордена Ленина и золотой медали «Серп и Молот» (№ 17471).
Был воспитанником молодых металлургов.
После выхода на пенсию проживал в Макеевке.

## Награды
- Герой Социалистического Труда
- Орден Ленина — дважды (22.03.1966; 1976)